# Lars Lagerpusch
Lars Thorben Lagerpusch (* 28. März 1998 in Braunschweig) ist ein deutscher Basketballspieler. Lagerpusch misst 2,07 Meter, er bekleidet die Position des großen Flügelspielers.

## Laufbahn
Lagerpusch spielte in der Jugendabteilung des MTV Gifhorn, dann der SG Braunschweig. Sein Vater Frank spielte in den 1980er Jahren Basketball in der ersten und zweiten Bundesliga und förderte ihn als Jugendtrainer.
In der Saison 2013/14 kam er erstmals im Herrenbereich zum Einsatz und absolvierte für die SG Braunschweig zehn Partien in der 2. Bundesliga ProB. Im März 2014 wurde er mit 39 weiteren Nachwuchsspielern aus unterschiedlichen europäischen Ländern zum „Jordan Brand Classic Camp“ nach Barcelona eingeladen. Im Juni 2015 unterzeichnete er bei den Basketball Löwen Braunschweig einen Vierjahresvertrag.
Er stand in der Saison 2015/16 im Kader des Braunschweiger Erstligisten, kam aber primär bei den MTV Herzögen Wolfenbüttel in der Pro B zum Einsatz, mit denen die Braunschweiger eine Kooperation verbindet. Darüber hinaus sammelte Lagerpusch Spielpraxis in der Braunschweiger U19-Mannschaft in der Nachwuchs Basketball Bundesliga. Sein Debüt in der ersten Bundesliga feierte er am 23. Dezember 2015 im Spiel gegen Bayern München. Im Dezember 2019 wurde sein Wechsel zu Science City Jena verkündet, das zu diesem Zeitpunkt in der ProA spielte.
Im Sommer 2020 wechselte er innerhalb der zweiten Liga von Jena zu den Wiha Panthers Schwenningen. Aufgrund der Nachwirkungen einer Knieoperation kam er bei den Schwenningern nicht zum Einsatz, Anfang Dezember 2020 wurde der Vertrag aufgelöst. Im Sommer 2021 wurde er vom Zweitligisten Paderborn Baskets verpflichtet. 2024 stieg er mit den Ostwestfalen aus der 2. Bundesliga ProA ab. Lagerpusch blieb nach dem Abstieg in Paderborn.
Für Paderborn bestritt er bis 2025 insgesamt 103 Spiele, in denen er im Durchschnitt 10,6 Punkte erzielte. Im Sommer 2025 wechselte er zum Zweitligisten Nürnberg Falcons BC.

## Nationalmannschaft
Im Sommer 2014 nahm er mit der deutschen Nationalmannschaft an der Europameisterschaft der Altersklasse unter 16 Jahren teil und verbuchte während des Turniers in neun Einsätzen im Schnitt 12,0 Punkte sowie 4,3 Rebounds und 1,8 Vorlagen.
Lagerpusch gewann im Frühjahr 2016 mit der deutschen U18-Nationalmannschaft das Albert-Schweitzer-Turnier. Im Dezember 2016 erreichte er mit der Auswahl des Deutschen Basketball Bundes den vierten Platz bei der U18-EM in der Türkei. Bei der U19-Weltmeisterschaft 2017 kam er in allen sieben Turnierspielen zum Einsatz und erreichte mit der deutschen Mannschaft den fünften Platz. Lagerpusch erzielte im Laufe des Turniers im Schnitt 9,1 Punkte und 5,3 Rebounds pro Partie. Im Juni 2018 wurde er in die U20-Nationalmannschaft berufen, mit der er im Folgemonat den dritten Platz bei der Heim-EM im sächsischen Chemnitz erreichte, was als der „größte Erfolg für eine männliche Nachwuchs-Nationalmannschaft seit 35 Jahren“ erachtet wurde. Lagerpusch verbuchte im Turnierverlauf 7,9 Punkte sowie 4,4 Rebounds pro Spiel.
Im Mai 2019 wurde Lagerpusch in die A2-Nationalmannschaft bestellt.